# Gustaf Strömberg (politiker)
Gustaf Strömberg, född 7 mars 1880 i Gärdhems församling, Älvsborgs län, död 10 april 1940 i Karlstads stadsförsamling, Värmlands län, var en svensk yrkesunderinspektör och riksdagspolitiker (socialdemokrat).
I riksdagen var Strömberg ledamot av andra kammaren 1909-1912 (invald i Flundre, Väne och Bjärke domsagas valkrets fram till 1911 och i Älvsborgs läns mellersta valkrets 1912) samt en kort period 1919 (invald i Värmlands läns östra valkrets). Han var därefter ledamot av första kammaren 1919–1940, invald i Värmlands läns valkrets. 
Strömberg blev underinspektör vid yrkesinspektionen 1912.